# フレンチトースト

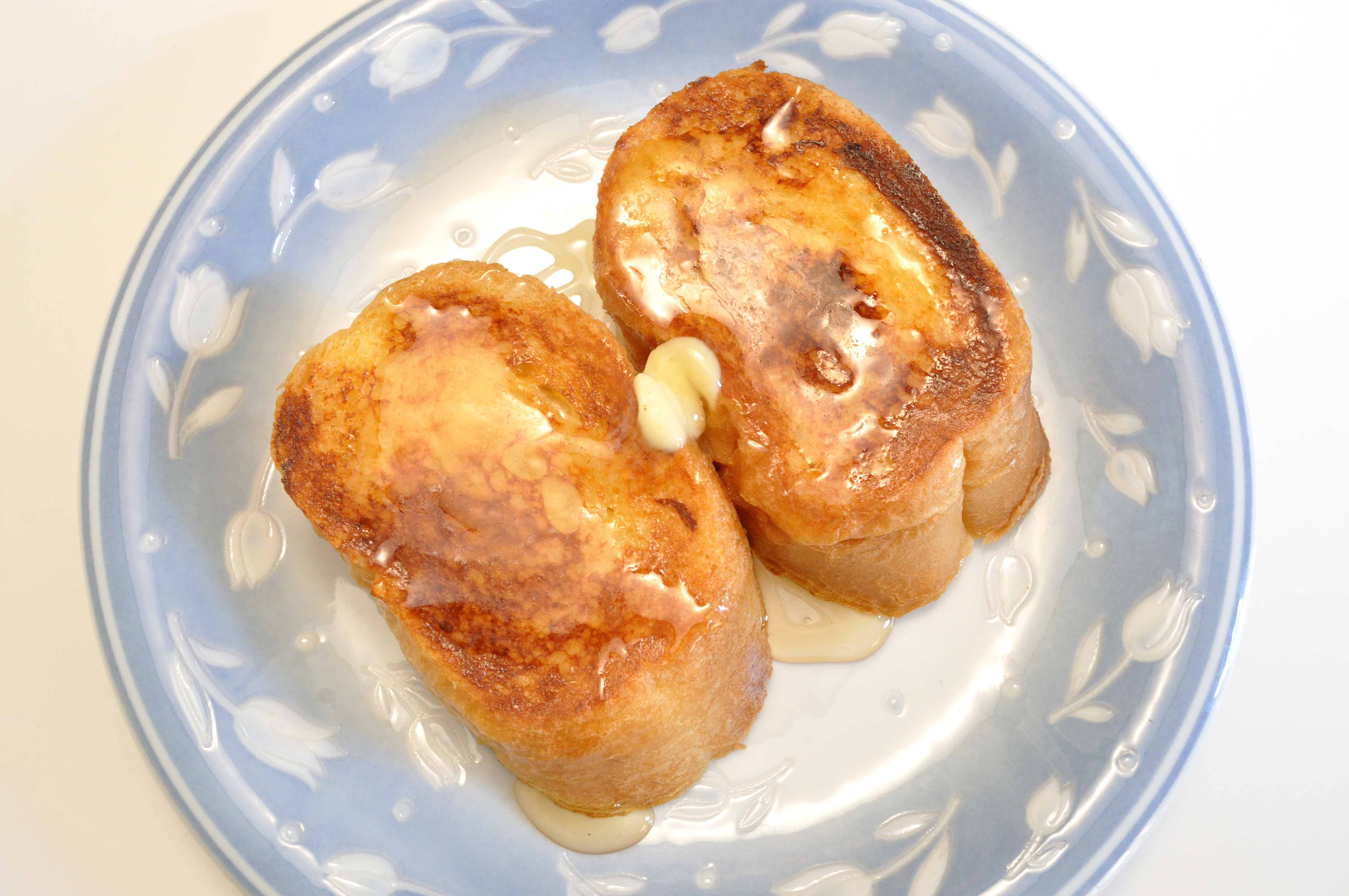
フレンチトースト。

フレンチトースト（英語: French toast、仏: pain perdu）は、アメリカ州、ヨーロッパの一部、アジアの一部の国・地域などで朝食や軽食、デザートとしてよく食べられているパン料理の1種である。溶いた鶏卵と牛乳などの混合液をパンに染み込ませ、フライパンなどにバターや植物油を熱して焼いたもので、パンがしっとりした食感に変わる。

## 概要
フレンチトーストには様々な作り方があるが、基本的なものはパン（食パンやフランスパンをスライスしたもの）に、鶏卵と、牛乳かオレンジジュース、それにナツメグ、シナモンなどのスパイスを混ぜた調味液（カスタード液）をしみこませて、フライパンなどで軽く両面を焼いて作る。調味液にバニラエッセンスを加えることもある。
パンも食パンだけでなく、レーズンを含んだレーズンパンやナッツを含んだパンを使うことがある。また、1枚ではなく、2枚を合わせて、間につぶしたバナナなどのフルーツを挟んだり、ジャムやピーナッツバターを塗る場合もある。好みで、バター、メープルシロップ、生クリーム、粉砂糖、ガムシロップ、蜂蜜などをかけて食べる。

## 名称と歴史
フレンチトーストに類似する料理は、ヨーロッパの様々な国で作られていたことが記録に残っている。最古の記録は古代ローマの料理書『アピキウス』の中で「アリテル・ドゥルキア」(Aliter Dulcia) つまり「もう一つの甘い料理」とのみ呼ばれるものである。パンを牛乳にひたして作るが、鶏卵の使用については言及されていない。
中世ヨーロッパではスッペ・ドラーテ（suppe dorate、「黄金のスープ」）、スーピス・イン・ドリェ（soupys yn dorye、同左）、トステ・ドレ（tostées dorées、「黄金のトースト」）、パン・ペルデュ（pain perdu、フランス語の「失われたパン」の転訛）などの名で広く知られていた。15世紀イタリアの料理人マルティーノ・ダ・コモも調理法を書き残している。この料理がしばしば「スープ」と呼ばれたのは、パンを液体に浸す（ソップ）からである。
フランスやベルギー、コンゴ共和国、カナダのニューファンドランド・ラブラドール州、アメリカのニューオーリンズやアケイディアナでは、フレンチ・トーストはフランス語でパン・ペルデュ、すなわち「失われたパン」（フランス語: pain perdu）と呼ばれる。ミルクや卵に漬けることで硬くなったパン（「失われたパン」）を「生き返らせる」ものであることがその理由である。フランスでは朝食としてではなくデザートとして食べられている。日本でも、「パンペルデュ」の名で脚光を浴びるようになってきている。一方、ケベック州やアカディアではパン・ドレ（pain doré、「黄金のパン」）と呼ばれる。かつて「パン・ペルデュ」はフランス語で埋没費用を指す隠喩でもあった。15世紀に英語で書かれたパン・ペルデュの料理法も存在する。
14世紀のドイツではアルメ・リッター（Arme Ritter、「貧乏騎士」）と呼ばれており、英語の別名プア・ナイト（Poor knight）、スウェーデンのファッティガ・リッダレ（Fattiga riddare）やフィンランドのクーハト・リタリット（Köyhät ritarit）なども同じ意味である（北欧にはクリームなどを使ったより贅沢な「金持ち騎士」というデザートもある）。同じく14世紀には、ギヨーム・ティレルが「トステ・ドレ」のレシピを著書「レ・ヴィアンディエ」に書いている。
オーストリアとバイエルン州ではイタリア語のズッパ・パヴェーゼ（「パヴィーアのスープ」）に由来するパフェーゼ（Pafese）もしくはポフェーゼ（Pofese）と呼ばれる。
2003年頃にイラク問題をめぐってアメリカとフランスの関係が悪化した際、反仏活動の一環として民間の食堂がフレンチポテトをフリーダムフライに改称したことが話題になった。アメリカ合衆国下院議会でもこれに追随し、ボブ・ナイ下院議員が主導して下院の食堂のメニューにあったフレンチポテトをフリーダムフライに改称したが、これにあわせてフレンチトーストもフリーダムトーストに改称されたことがある。

## 各国のフレンチトースト
日本
日本では、食パンを用い、鶏卵と牛乳に砂糖を加えた液を染み込ませて、フライパンで焼くのが一般的であるが、店によってバリエーションも広い。パン屋で焼いたものを売る場合や、パン工場で焼いたものをコンビニエンスストアなどで販売する場合もあるが、これらの場合は日持ちを考えて、中まで液を染み込ませず、表面に薄く付けただけのものが多いため、飲食店で出すものとは食感などに違いがある。
香港
「西多士」（広東語: サイトーシー、多士はトーストの音訳）と呼ばれ、茶餐廳という喫茶軽食店の定番メニューである。溶き卵を付けて、少しの油で揚げ焼きする。バターを載せて供する。そのままでは甘くないのでシロップか蜂蜜をかけて食べる。薄切りの食パン2枚の間にピーナッツバターを塗り、外側だけ溶き卵を付けて焼いたものを出す店もある。
台湾
「法國土司」（中国語: ファーグオトゥースー 拼音: Fǎguó tǔsī。土司はトーストの音訳）などの名で朝食に出す店が多い。台湾では鉄板で焼く料理も少なくない。その一つとして、食パンの表面に溶き卵だけを付けて、鉄板で焼いて供するなど、総じて甘くないものが多い。塩味のものでは、具として、2枚の間にツナを挟んだ「鮪魚法國土司」（ウェイユーファーグオトゥースー）や、スイートコーンを挟んだ「玉米法國土司」（ユーミーファーグオトゥースー）などもある。
イタリア
薄切りにしたモッツァレラチーズをパンの間に挟んでから、表面に溶き卵をつけて焼いたモッツァレッラ・イン・カロッツァ（「馬車に乗ったモッツァレッラ」）という塩味の料理がある。
スペイン
牛乳に砂糖を加えた液を染み込ませたパンに溶き卵をからめてオリーブオイルで揚げ、シナモンシュガーをまぶしたトリハスという菓子がある。イベロアメリカの一部の国ではトレハスと呼ばれるが、若干違いがある。
ドイツ
ドイツのアルメ・リッター（「貧乏騎士」）の調理法は、卵黄と卵白を分け、卵黄、牛乳、砂糖を混ぜたカスタード液にパンを浸す。軽く泡立てた卵白をまぶし、パン粉をつけてバターで焼き、砂糖とシナモンをまぶす。
イギリス
イギリスでは17世紀後半以来プア・ナイツ、もしくはプア・ナイツ・オブ・ウインザーと呼ばれているが、通俗的にはエギー・ブレッド(eggy bread)、ブージー・トースト(boozy toast)、ジプシー・トースト(gypsy toast)とも呼ばれる。現代の一般的なレシピは、牛乳のほかワインなどのアルコール類に浸した後、卵黄にくぐらせて焼き、ジャムかシナモンシュガーを付けて食べるというもの。卵液を作らないため、一般的なフレンチトーストよりもクリスピーな食感となる。
アメリカ合衆国
ハッラーを使用したハッラーフレンチトーストの人気が高い。
インド
ベンガル地方の「フレンチトースト」は刻みタマネギと青唐辛子を混ぜた卵液をパンにからめてマスタード油で焼いた塩味の軽食である。